# Bermeja

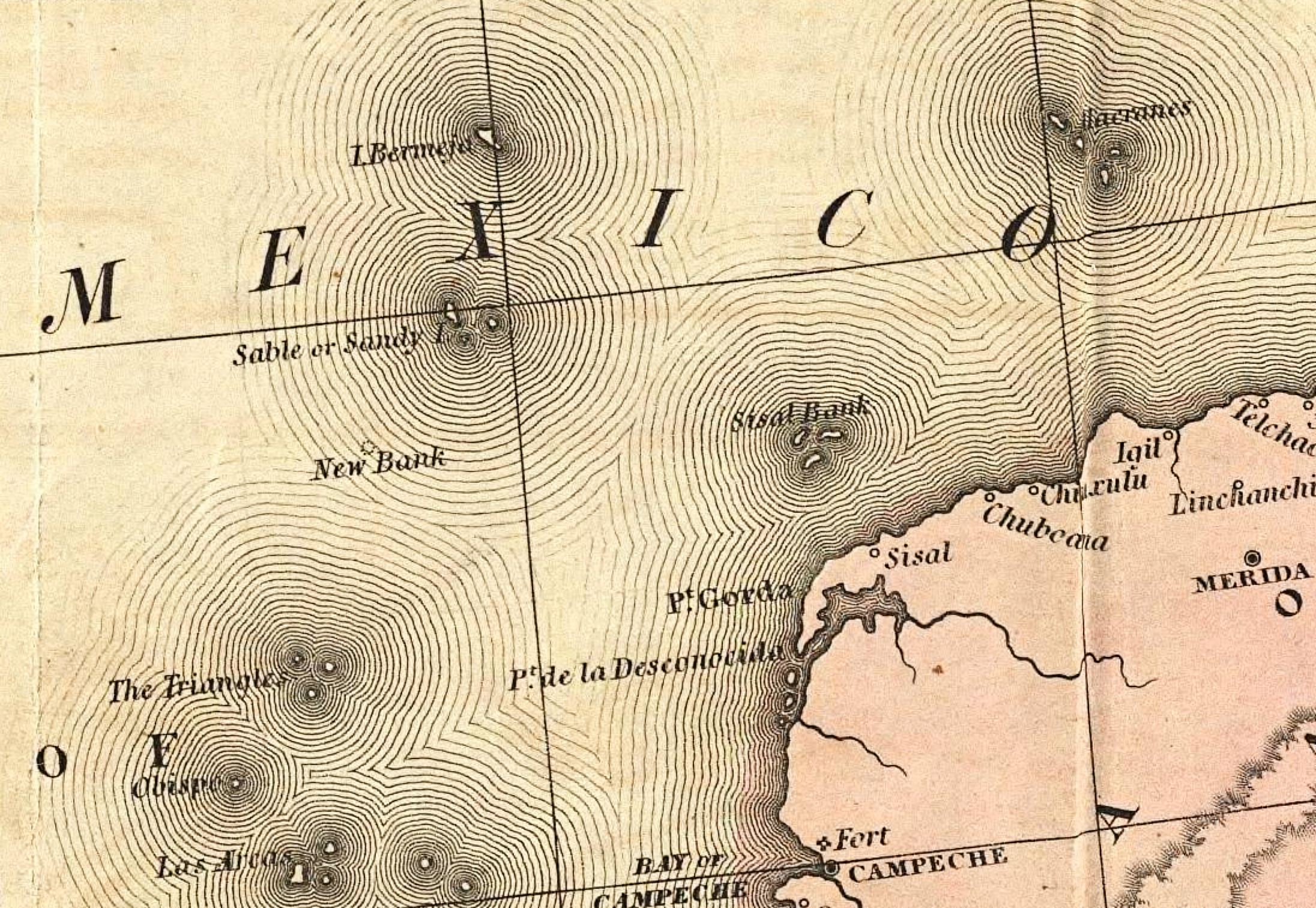
Mappa del 1846 in cui è presente l'isola.

Bermeja è un'isola fantasma che, in diverse mappe tracciate tra il XVI e il XIX secolo, appare situata nel golfo del Messico, al largo della costa settentrionale dello Yucatán; tuttavia, due studi condotti nel 1997 e nel 2009 (quest'ultimo dall'Università nazionale autonoma del Messico) non hanno trovato traccia dell'isola. Se esistesse, Bermeja sarebbe importante per determinare i diritti di sfruttamento del petrolio in alcune zone del golfo del Messico.

## Storia
La prima menzione di questa isola è in El Yucatán e Islas Adyacentes, un elenco di isole pubblicato a Madrid nel 1839; la sua posizione è presente nel trattato Espejo de Navegantes di Alonso de Chaves, del 1540, secondo il quale, da lontano, la piccola isola appare "biondiccia o rossastra" (in spagnolo bermeja). Secondo Michel Antochiw Kolpa, un cartografo franco-messicano, dal 1844 in poi le mappe inglesi hanno riportato il naufragio dell'isola "sessanta braccia" sotto il livello del mare.
Spiegazioni per la sua scomparsa (ammesso che sia mai esistita) includono una osservazione errata da parte dei primi cartografi, spostamenti nella geografia dei fondali oceanici e l'innalzamento del livello del mare; secondo alcune teorie del complotto, la CIA avrebbe distrutto l'isola per ampliare la zona di mare assegnata agli Stati Uniti.